# À la guerre comme à la guerre (film, 1950)
Pour les articles homonymes, voir À la guerre comme à la guerre.
Pour plus de détails, voir Fiche technique et Distribution.
À la guerre comme à la guerre, ou La colline du bunker (Bunker Hill Bunny), est un cartoon des Merrie Melodies réalisé par Friz Freleng en 1950 mettant en scène Bugs Bunny et Sam le pirate.

## Synopsis
Lors de la guerre d'indépendance des États-Unis, deux camps, anglais et américain, se battent. Sam, un anglais, découvre que le fortin ennemi n'abrite que Bugs. Sam, voulant l'impressionner avec une fanfare, se fait tirer dessus à coups de canon. Après plusieurs changements de camp dus à de nombreuses charges, Sam finit par rentrer dans un canon et se fait tirer dessus.
Il tente de lui envoyer une bombe mais Bugs, d'un coup de batte de baseball bien placé, le lui renvoie. Après une série de « boulets-tennis » Bugs finit par boucher un canon de Sam ce qui le lui fait exploser à la figure. Sam tente de s'introduire dans le camp de Bugs, mais débouche sur la poudrière et allume une allumette. Après s'être fait avoir une dernière fois, Sam finit par se rendre.